# Allotrypes mandibularis
Allotrypes mandibularis es una especie de coleóptero de la familia Geotrupidae. Habita en África del Norte.